# Росоха Василь Юрійович
Васи́ль Юрі́йович Росо́ха (29 червня 1992 — 22 лютого 2015) — солдат Збройних сил України.

## Життєвий шлях
У навчанні був відмінником, добре грав у футбол і шахи. Закінчив Київський фінансово-економічний коледж, вступив до Національного університету державної податкової служби України в Ірпені. Навчався заочно, одночасно працював — аби заробити на навчання та оренду квартири. Брав активну участь у подіях Революції Гідності.
На фронт пішов добровольцем, боєць розвідувальної групи «Святі» батальйону МВС спеціального призначення «Свята Марія».
22 лютого 2015-го близько 15:00 на трасі Донецьк — Маріуполь поблизу пам'ятного знака Сталевару під Маріуполем автомобіль УАЗ із військовиками перекинувся — водій не впорався з керуванням, автомобіль виїхав за межі проїжджої частини.
Двоє військовиків загинули на місці, ще один — у лікарні. Тоді ж загинули Валерій Дереш та Леонід Сухацький.
Без Василя лишилися батьки, брат й сестра.
Похований у селі Негровець.

## Вшанування
- у жовтні 2015-го в Негровці відкрито пам'ятник Василю Рососі та Василю Пойді
- станом на 2018 рік негровецький НВК носить ім'я Василя Росохи.